# Fursan al-Haq
Pour les articles homonymes, voir Fursan.
Liwa Fursan al-Haq  (arabe : لواء فرسان الحق, « La Brigade des chevaliers du droit ») était un groupe rebelle actif lors de la guerre civile syrienne. Fondé en 2012, le groupe est dissout en 2015 pour former la Division du Nord.

## Histoire

### Fondation
Le groupe est formé en septembre 2012 par le Qatar,,. 

### Affiliations
Fursan al-Haq est affilié à l'Armée syrienne libre. 
Il intègre la Chambre d'opérations de Marea en septembre 2014.
Il fait partie des mouvements qui intègrent la chambre d'opérations Fatah Halab le 26 avril 2015,.

### Dissolution
Le 8 décembre 2015 Fursan al-Haq fusionne avec la 101e division d'infanterie pour former la Division du Nord. Cependant le 10 juin 2016, la 101e division annonce qu'elle se retire de la Division du Nord et redevient indépendante. 

## Organisation

### Commandement
Fursan al-Haq est dirigé par le lieutenant-colonel Fares al-Bayoush,. Son porte-parole est Ahmad al-Chouhoub. 

### Effectifs
En septembre 2015, le groupe compte 1 250 combattants,. 

### Armement
Soutenu par les États-Unis, le groupe bénéficie également de missiles antichar BGM-71 TOW livrés en 2014 et 2015,,,.

### Zones d'opérations
Fursan al-Haq est actif dans les gouvernorat d'Idleb, Hama et Alep. Il est initialement surtout présent à dans le gouvernorat d'Idleb, où il a été fondé, et notamment dans la ville de Kafranbel, où il tient son quartier-général. Cependant en 2015, la domination établie par le Front al-Nosra dans le cette région pousse le groupe à redéployer la plupart de ses troupes à Alep.